# Joshua (film)
Joshua is een psychologische thriller uit 2007 onder regie van George Ratliff, die het verhaal samen met David Gilbert schreef. De film over een bijzonder begaafd, maar geestelijk gestoord jongetje won onder meer de Cinematografie-prijs op het Sundance Film Festival.

## Verhaal
Joshua (Jacob Kogan) is het negenjarige zoontje van Brad (Sam Rockwell) en Abby Cairn (Vera Farmiga). Omdat hij andere interesses heeft dan de meeste van zijn leeftijdsgenoten, is hij op school altijd een buitenbeentje geweest. Hij is niettemin bijzonder intelligent en een buitengewoon begenadigd talent in het pianospelen. Hij wordt daarmee geholpen door Abby's broer Ned Davidoff (Dallas Roberts), een voormalig beroepspianist. Brad maakt het niet uit wat de buitenwereld vindt, zolang zijn zoon maar gelukkig is en doet wat hij zelf leuk vindt. Moeder Abby kreeg vlak na zijn geboorte een postnatale depressie vanwege zijn onaflatende huilbuien, maar is daar helemaal van genezen en houdt net als zijn vader zielsveel van Joshua. Bovendien staat Brads moeder Hazel (Celia Weston) altijd voor de familie klaar, hoewel zowel Brad als Abby vindt dat ze haar evangelische christendom voor zich moet houden totdat Joshua volwassen genoeg is om zelf te beslissen wat hij wil.
Wanneer de film begint, staat Abby op het punt te bevallen van haar tweede kind. Het blijkt een meisje, dat zij en Brad Lily noemen. Hoewel de eerste vier weken na de gezinsuitbreiding alles koek en ei lijkt, begint Lily vervolgens onophoudelijke huilbuien te vertonen. Bij Abby komt daarop alles weer boven uit de tijd dat Joshua een huilbaby was, waardoor ze stukje bij beetje haar verstand lijkt te verliezen. Als ze tijdelijk opgenomen wordt, merkt Brad niettemin dat Joshua er tegenwoordig vreemde gewoontes op na houdt. Het valt hem bovendien op dat Joshua erg vaak in de buurt is wanneer er ergens iets mis gaat, zoals kleine ongelukjes in huis en babyvoedsel en melk die plots bedorven raken. Hij raakt er hoe langer hoe meer dan overtuigd dat er iets mis is met zijn zoon, die zelf van geen kwaad lijkt te willen weten.

## Rolverdeling
- Michael McKean - Chester Jenkins, Brads baas
- Nancy Giles - Betsy Polsheck, een kinderpsychologe
- Linda Larkin - Ms. Danforth
- Alex Draper - Stewart Slocum
- Ezra Barnes - Fred Solomon
- Jodie Markell - Ruth Solomon
- Rufus Collins - Henry Abernathy
- Haviland Morris - Monique Abernathy
- Tom Bloom - Joe Cairn